# Новальяс
Новальяс (ісп. Novallas) — муніципалітет в Іспанії, у складі автономної спільноти Арагон, у провінції Сарагоса. Населення — 919 осіб (2010).
Муніципалітет розташований на відстані близько 240 км на північний схід від Мадрида, 75 км на північний захід від Сарагоси.

## Демографія
Динаміка населення (INE ):

## Галерея зображень

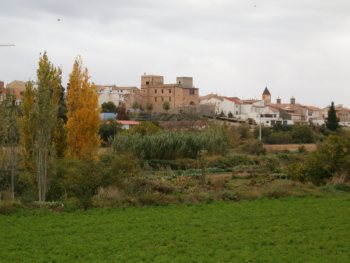
Новальяс